# 本郷村 (千葉県)
本郷村（ほんごうむら）は、千葉県印旛郡に存在した村。
現在の印西市東部（旧・本埜村地区）に位置している。

## 沿革
- 1889年（明治22年）4月1日 - 町村制施行に伴い、笠神村、中根村、滝村、龍腹寺村、物木村、荒野村、角田村、惣深新田飛地が合併して発足。
- 1913年（大正2年）4月1日 - 埜原村と合併し、本埜村が発足。本郷村は消滅。